# San Luca a Via Prenestina

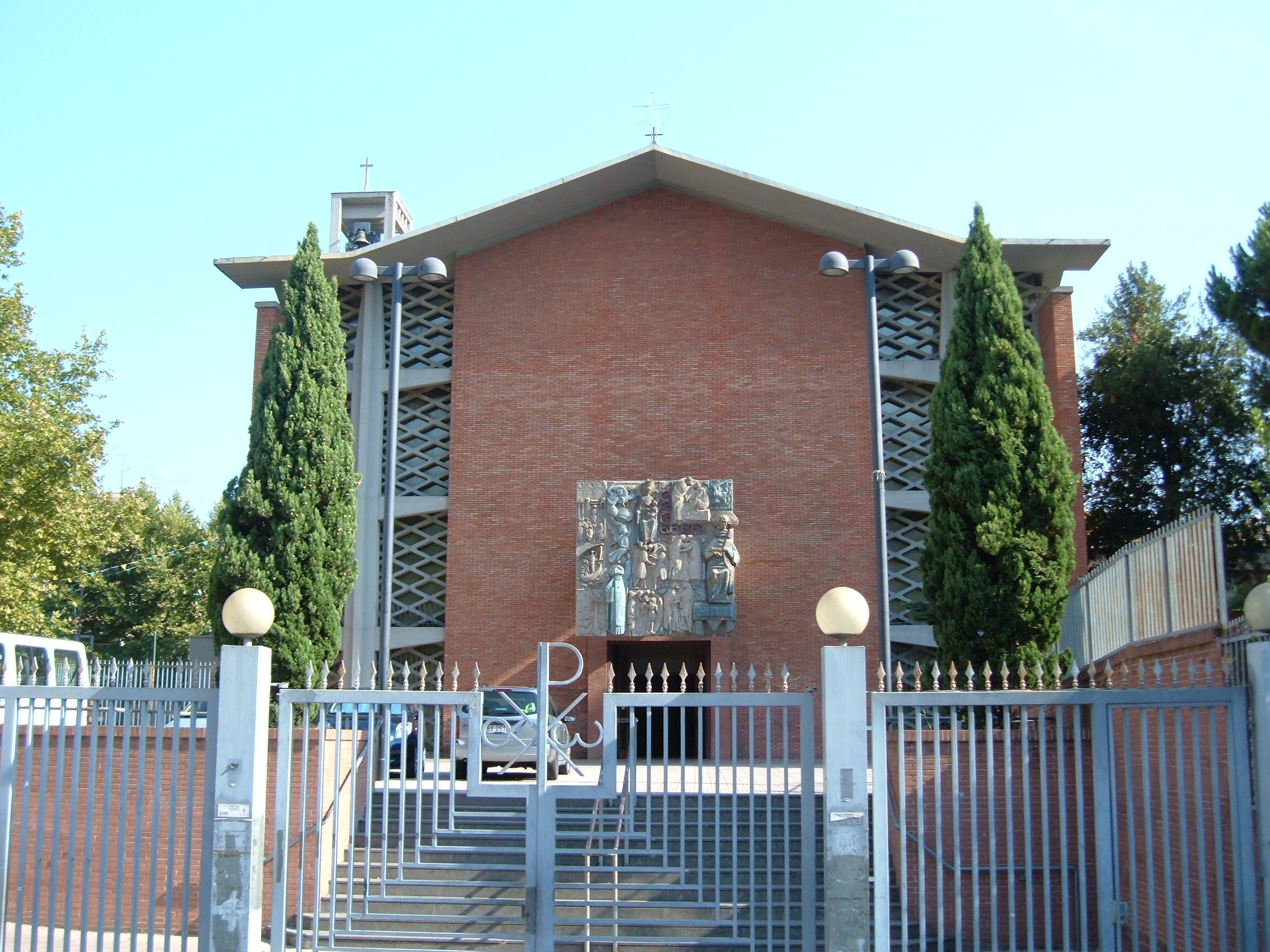
Außenansicht

San Luca a Via Prenestina ist eine Titelkirche im Distrikt Prenestino-Labicano von Rom.

## Geschichte
Sie wurde zwischen 1955 und 1958 nach den Plänen der Architekten Lucio und Vincenso Passarelli gebaut. Der damalige Weihbischof im Bistum Rom, Luigi Traglia, weihte sie am 20. Juni 1957.
Sie ist Pfarrkirche der am 2. Januar 1956 durch ein Dekret von Kardinalvikar Clemente Micara gegründeten Pfarrei.
Am 29. April 1969 wurde sie von Papst Paul VI. zur Titelkirche erhoben. Am 4. November 1979 besuchte Papst Johannes Paul II. die Kirche.

## Kardinalpriester

Folgende Personen waren Kardinalpriester von San Luca a Via Prenestina:
| Kardinalpriester von San Luca a Via Prenestina |                                   |                         |                    |                    |
| Nr.                                            | Name                              | Amt                     | von                | bis                |
| 1                                              | Antonio Poma                      | Erzbischof von Bologna  | 28. April 1969     | 24. September 1985 |
| 2                                              | José Freire Falcão                | Erzbischof von Brasília | 28. Juni 1988      | 26. September 2021 |
| 3                                              | Luis José Kardinal Rueda Aparicio | Erzbischof von Bogotá   | 30. September 2023 |                    |